# Shane Smeltz
Shane Smeltz (ur. 29 września 1981 w Göppingen) – nowozelandzki piłkarz występujący na pozycji napastnika.

## Kariera klubowa
Wychowanek juniorów Akademii Sportu Queensland profesjonalną karierę rozpoczął w 1998 grając dla Gold Coast City. Kolejnymi przystankami jego kariery były zespoły Brisbane Strikers, Napier City Rovers, Adelaide City i Adelaide United.
W 2005 roku wyjechał do Europy. Jego pierwszym klubem na Starym Kontynencie był angielski zespół z Football League Two Mansfield Town F.C. Kolejny sezon – o wiele bardziej udany od poprzedniego – spędził w AFC Wimbledon. Mimo to opuścił klub po zakończeniu sezonu i znalazł zatrudnienie w Halifax Town. W 31 spotkaniach zaliczył 2 trafienia i na kolejny rok powrócił do A-League, gdzie podpisał dwuletni kontrakt z Wellington Phoenix.
W sezonie 2007/08 w 19 spotkaniach strzelił 9 bramek i zajął drugie miejsce w klasyfikacji strzelców A-League. W następnych rozgrywkach zdobył 12 bramek i został Królem Strzelców A-League (2008/2009). 4 listopada 2008 podpisał trzyletnią umowę wiążącą go z klubem Gold Coast United.
Smeltz strzelił 9 bramek debiutując w zespole Gold Coast w spotkaniu towarzyskim wygranym z Mudgeeraba S.C. 12-1.

## Kariera reprezentacja
Smeltz występował w młodzieżowych reprezentacjach Nowej Zelandii. W kadrze seniorskiej zadebiutował w 2003 roku. W maju 2007 był autorem obu bramek w zremisowanym 2-2 spotkaniu z Walią.
Był pierwszym zawodnikiem zespołu AFC Wimbledon, który zagrał w swojej narodowej reprezentacji. 25 kwietnia 2006 roku stał się także pierwszym piłkarzem tego klubu, który w meczu reprezentacji swojego kraju strzelił bramkę (mecz towarzyski przeciwko Chile).
Po jego bramkach zdobywanych w A-League dla Wellington Phoenix oraz dobrych występach dla „All Withes” Smeltz został wybrany 19 listopada 2007 Piłkarzem Roku w Nowej Zelandii, wyprzedzając obrońcę Blackburn Rovers Ryana Nelsena i napastnika Celticu Chrisa Killena. Smeltz w grudniu 2008 został także Piłkarzem Roku w Oceanii 2007, a za sezon 2008-09 A-League został nagrodzony Johnny Warren Medal.
Shane Smeltz został z 8 bramkami na koncie Królem Strzelców Puchar Narodów Oceanii 2008. Zwycięstwo w tym turnieju zapewniło Nowozelandczykom awans na Puchar Konfederacji 2009. Wcześniej uczestniczył w tym turnieju w roku 2003.

## Gole w reprezentacji
Gole dla Nowej Zelandii są podane w pierwszej kolejności
| Data                 | Miejsca                                | Przeciwnik     | Gol      | Wynik | Rozgrywki                   |
| -------------------- | -------------------------------------- | -------------- | -------- | ----- | --------------------------- |
| 25 kwietnia 2006     | Estadio El Teniente, Rancagua          | Chile          | 1-0      | 1-4   | Mecz towarzyski             |
| 26 maja 2006         | Racecourse Ground, Wrexham             | Walia          | 1-0      | 2-2   | Mecz towarzyski             |
| 26 maja 2006         | Racecourse Ground, Wrexham             | Walia          | 2-1      | 2-2   | Mecz towarzyski             |
| 17 października 2007 | Churchill Park, Lautoka                | Fidżi          | 2-0      | 2-0   | Puchar Narodów Oceanii 2008 |
| 17 listopada 2007    | Korman Stadium, Port Vila              | Vanuatu        | 1-1      | 2-1   | Puchar Narodów Oceanii 2008 |
| 21 listopada 2007    | Westpac Stadium, Wellington            | Vanuatu        | 2-0 (k.) | 4-1   | Puchar Narodów Oceanii 2008 |
| 21 listopada 2007    | Westpac Stadium, Wellington            | Vanuatu        | 3-0      | 4-1   | Puchar Narodów Oceanii 2008 |
| 6 września 2008      | Numa Daly Stadium, Numea               | Nowa Kaledonia | 2-1      | 3-1   | Puchar Narodów Oceanii 2008 |
| 6 września 2008      | Numa Daly Stadium, Numea               | Nowa Kaledonia | 3-1      | 3-1   | Puchar Narodów Oceanii 2008 |
| 10 września 2008     | North Harbour Stadium, Albany          | Nowa Kaledonia | 1-0      | 3-0   | Puchar Narodów Oceanii 2008 |
| 10 września 2008     | North Harbour Stadium, Albany          | Nowa Kaledonia | 1-0      | 3-0   | Puchar Narodów Oceanii 2008 |
| 3 czerwca 2009       | National Stadium, Dar es Salaam        | Tanzania       | 1-0      | 1-2   | Mecz towarzyski             |
| 10 czerwca 2009      | Atteridgeville Super Stadium, Pretoria | Włochy         | 1-0      | 3-4   | Mecz towarzyski             |
| 20 czerwca 2010      | Mbombela Stadium, Nelspruit            | Włochy         | 1-0      | 1-1   | Mistrzostwa Świata 2010     |

## Nagrody
- Piłkarz Roku 2007 w Oceanii
- Johnny Warren Medal 2008-09
- Król Strzelców A-League (2008/2009)
- New Zealand Football Piłkarz Roku 2007
- Piłkarz Roku 2007-08
- Piłkarz Roku (wybrany przez innych piłkarz) 2007-08 i 2008-09
- Piłkarz Roku (wybór mediów) 2007-08 i 2008-09
- Złoty But A-League (2008/2009)